# 6270 Кабукурі
6270 Кабукурі (6270 Kabukuri) — астероїд головного поясу, відкритий 18 січня 1991 року.
Тіссеранів параметр щодо Юпітера — 3,540.